# Caoni

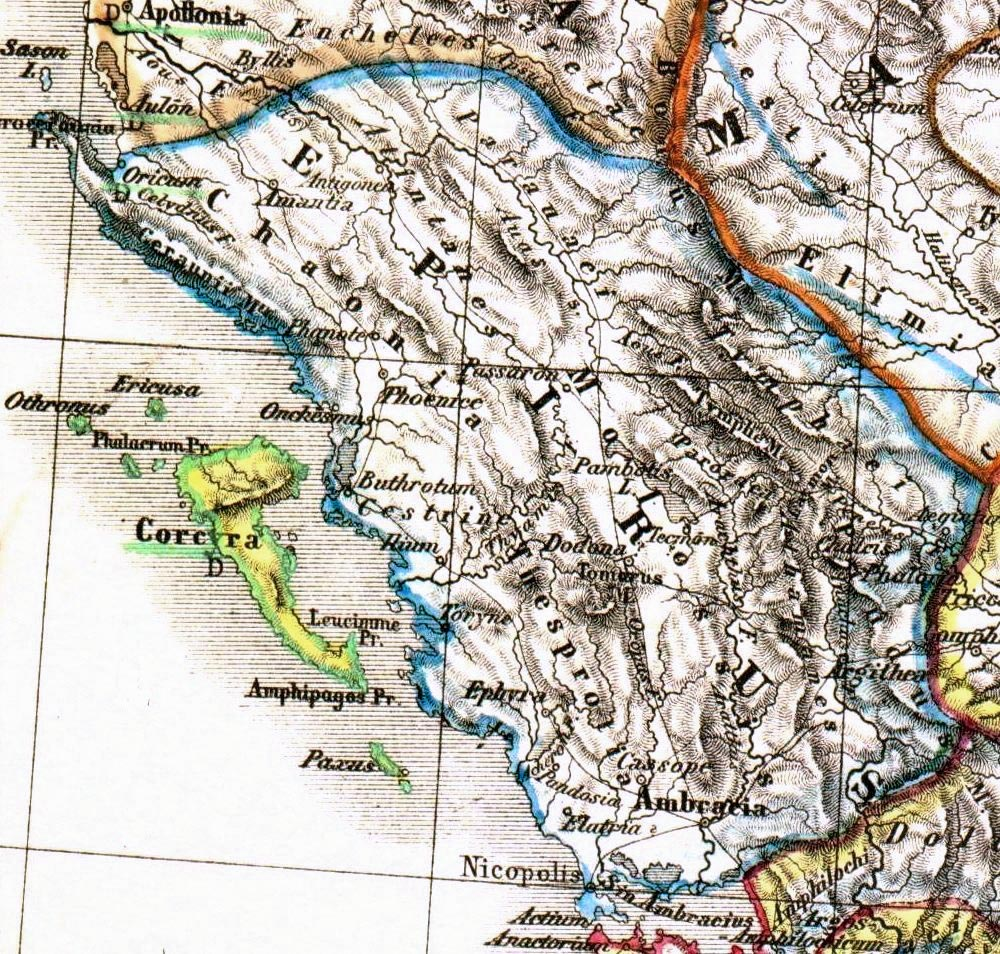
Principali insediamenti e comunità dell'antico Epiro.

I Caoni (in greco antico: Χάονες?, Cháones) erano un'antica tribù epirota che abitava la Caonia, una regione dell'antico Epiro, tra l'attuale Grecia nord-occidentale e l'Albania meridionale. Confinavano a sud con il regno dei Tesprozi, a sud-est con il regno dei Molossi e a nord con le tribù illiriche. 
I Caoni fecero parte della Lega epirota fino al 170 a.C. quando il loro territorio fu annesso alla Repubblica romana.

## Origini mitologiche
Secondo Virgilio, Neottolemo figlio di Achille, dopo la guerra di Troia fondò un regno in Epiro, dando origine alla dinastia degli Eacidi. Portò con sé come prigionieri i troiani Andromaca ed Eleno, rispettivamente moglie e fratello di Ettore. Una volta sposata Ermione, moglie di Oreste, Neottolemo lasciò che Andromaca si unisse a nozze con Eleno. Neottolemo venne ucciso da Oreste ed Eleno ereditò una parte del suo regno che chiamò Caonia dal nome troiano di Caone. Qui costruì Buthroto, una rocca iliaca simile a una "piccola Troia".

## Territorio
La Caonia era la regione dell'Epiro nord-occidentale. Nella sua Geografia, Strabone colloca la Caonia tra i monti Acrocerauni al nord, e il fiume Tiamis al sud.
La città principale dei Caoni era Fenice.